# Cine Holliúdy
Cine Holliúdy é um filme de comédia brasileiro de 2012, dirigido por Halder Gomes e estrelado por Edmilson Filho, Miriam Freeland e Roberto Bomtempo. O filme foi o primeiro no edital de longa-metragens de baixo orçamento do Ministério da Cultura do Brasil em 2009, sendo uma versão em longa-metragem do premiado curta Cine Holiúdy: O Artista Contra o Caba do Mal. Levou 481.203 espectadores ao cinema em 2013 e faturou 4,9 milhões de reais.
O curta foi visto em 80 festivais de 20 países e ganhou 42 prêmios. “Nos festivais, os críticos me animaram e falaram que tinha que fazer um longa-metragem desse filme e, realmente, tinha muito material para isso”, afirmou o diretor Halder. O longa foi lançado em 9 de agosto de 2013 em Fortaleza e em algumas cidades de sua região metropolitana.
Em 2019, o filme foi adaptado para série de televisão brasileira produzida e exibida pelo serviço de streaming Globoplay, cujo lançamento da primeira temporada ocorreu em 30 de abril de 2019. Posteriormente, a primeira temporada estreou na Rede Globo em 7 de maio de 2019 em 10 episódios. É uma série de Marcio Wilson e Claudio Paiva, inspirada no filme homônimo Cine Holliúdy de 2013, estrelado por Edmilson Filho que também interpreta o protagonista na série. Escrito e dirigido por Halder Golmes. A direção artística é de Patricia Pedrosa e a direção de Halder Gomes e Renata Porto D’Ave.

## Elenco
- Edmilson Filho como Francisgleydisson Peixoto da Silveira (Francis) / Pastor Esmeraldo Ozíres
- Miriam Freeland como Maria Das Graças "Graciosa"
- Joel Gomes como Francisgleydisson Filho (Francin)
- Roberto Bomtempo como Olegário Elpídio
- Roberta Wermont como Olga Alaíde
- Jesuíta Barbosa como Anfrísio
- Thomás Aquino como 6 Volts
- Falcão como o Cego Isaías
- Fernanda Callou como Whelbaneyde
- Guilherme Nunes como Valdisney
- Ana Marlene como mãe do Valdisney
- Paulo Sérgio "Bolachinha" como vereador Chico Creolina
- Haroldo Guimarães como Ling / Orilaudo / Munízio
- Jorge Ritchie como Padre Mesquita
- João Neto como o Bebinho
- Renato Moraes como Acrísio
- João Pedro Delgado como Jorginho
- Rainer Cadete como Shaolin
- Gabriel de Almeida como Idílio
- Luciano Lopes como Piolho
- Murillo Ramos como delegado Adauto
- Reginauro Nascimento como cabo Amancio
- Jader Soares como fiscal Ozéas Anacleto

Participações especiais
- Fiorella Mattheis como a Loura dos Sonhos
- Angeles Woo como o apresentador de TV
- Karla Karenina como torcedora do Fortaleza
- Marcos Amaral como torcedor do Ceará
- Márcio Greyck como comprador do carro Wanderléia

## Produção
As filmagens do longa iniciaram em outubro de 2010, em Pacatuba, Ceará, com a participação do ator e comediante João Netto o “Zé Modesto” que interpreta o bêbado Lhé-Gué-Lhe. Até o final de dezembro de 2010 ele foi filmado nas cidades de Fortaleza, Pacatuba, Quixadá e Quixeramobim, todas no estado do Ceará. No elenco, uma combinação de atores locais, nacionais e internacionais formou os 40 personagens da história e que fazem parte da memórias do diretor. O filme é exibido nos cinemas com legendas em português, para facilitar o entendimento de pessoas que não moram no Ceará e que não irão compreender o dialeto cearense.

## Recepção
Cine Holliúdy recebeu avaliações mistas dos críticos especializados. A narração, montagem e as legendas foram os mais citados como um dos pontos mais negativos do filme. O crítico Thiago Siqueira do Cinema com Rapadura que concedeu 7 de 10 estrelas ao filme, avaliou negativamente a montagem, relatando "que deixa a trama confusa em seu início". Sobre as legendas, Thiago acha que deveria traduzir significativamente a linguagem do filme para o público de outras regiões do país.
"Em se tratando de comédia, Halder consegue o essencial: mostra domínio do tempo cômico e faz o humor de seu longa funcionar a contento, mesmo que a montagem não ajude em certos momentos", posicionou-se Roberto Guerra do CineClick, que concedeu a mesma quantidade de estrelas de Siqueira. O jornalista Daniel Herculano, da Tribuna do Ceará, escreveu que "mesmo com problemas de ritmo e uma dramaticidade desnecessária, o resultado de Cine Holliúdy é uma comédia hilariante, romântica até, que brinca com o lúdico e a nostalgia com suas exibições mambembes de cinema no interior do Ceará". Para o crítico Luiz Joaquim, da Folha-PE, “Halder Gomes é um gênio ou, ao menos, realizou um trabalho genial com o longa-metragem”.
Para Cacá Diegues, Cine Holliúdy é "barato, mas sem perder nada de sua qualidade técnica, cheio de curiosos efeitos especiais", e "um exemplo de que o cinema se faz de várias maneiras, e em todas elas o filme pode ser bom". Para Fernando Meirelles, "Edmilson Filho, de Cine Holliúdy, que bateu o Volverine no Ceará, é gênio. O Brasil não vê um comediante popular assim desde Oscarito" (O diretor se refere ao filme americano Wolverine Imortal). Meirelles afirmou ainda que "a última sequência do filme, onde ele conta o filme para a plateia, é cena antológica. Chaplin ficaria de boca aberta". Para Celso Sabadin, “não fará 5 milhões de ingressos... mas fará um bem danado ao cinema verdadeiramente brasileiro”.